# Roberto Jonas
Roberto Jonas Alonso (7 giugno 1967) è un ex calciatore andorrano, di ruolo difensore.